# 公孙兹
公孙兹（？—前644年），姬姓，叔孙氏，名兹，一作慈，谥戴，又被称为叔孙戴伯，是鲁桓公的孙子，叔牙的长子，武仲休的哥哥。鲁僖公时，公孙兹为卿。

## 立家
前662年，鲁庄公得了重病，向叔牙询问继承人的事。叔牙回答说：“庆父有才能。”鲁庄公又向季友询问，季友回答说：“臣会以死来事奉子般。”鲁庄公说：“刚才叔牙想立庆父，怎么办？”季友就派人用国君的名义让叔牙等待在鍼巫氏家里，让鍼季用毒酒毒死叔牙，说：“喝了这个，你的后代在鲁国还可以享有禄位；如果不喝，你死了后代也没有禄位。”叔牙喝了毒酒后回去，到达逵泉就死去了。鲁国立叔牙的长子公孙兹为叔孙氏。

## 伐陈
前656年，因为陈国对齐国不忠，公孙兹带兵会合诸侯的军队进攻陈国，陈国求和。

## 娶于牟
前655年夏，公孙兹前往牟国，在那里娶妻。

## 去世
前644年七月甲子，公孙兹去世，他的儿子叔孙得臣继立。